# Euselasia lysimachus
Euselasia lysimachus är en fjärilsart som beskrevs av Otto Staudinger 1888. Euselasia lysimachus ingår i släktet Euselasia och familjen Riodinidae. Inga underarter finns listade i Catalogue of Life.